# Advecție (geografie)
Advecția este transportul unei cantități scalare care se menține într-un câmp scalar. 
Un exemplu de advecție îl constituie transportul unor poluanți sau aluviuni în suspensie de către un curs de apă. În mod similar, orice substanță poate fi obiectul advecției în orice fluid. Advecția este importantă pentru formarea unor nori orografici sau pentru formarea precipitațiilor, elemente de bază ale circuitului apei în natură.